# Marses (Italie)
Pour les articles homonymes, voir Marses.

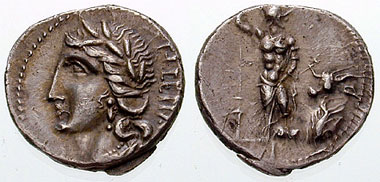
Denier de la nation marse pendant les Guerres sociales (89 av. J.-Chr.).

Les Marses sont un peuple italique de l'Italie antique, vivant dans les Apennins, entre la Sabine et le Samnium.
Ils sont décrits comme de rudes montagnards, qui occupent les sommets autour du lac Fucin. Leurs centres principaux sont Marruvium (San Benedetto dei Marsi), Milionia (près de Pescina) et le Lucus Angitiæ (Luco dei Marsi).
Ils vénèrent la déesse Angitia. Le temple principal de la déesse se situe au coin sud-ouest du lac Fucin, près du village de Luco dei Marsi. Elle, ou elles, est largement vénérée dans les hautes terres centrales comme une déesse de la guérison, en particulier qualifiée pour guérir les morsures de serpent par les charmes et les herbes de la forêt marse.
Ils sont réputés comme charmeurs de serpents et pour leur connaissance de la sorcellerie.
Vaincus par les Romains à la fin du IVe siècle av. J.-C., ils se latinisent ensuite. Lors de la guerre sociale, les Marses sont commandés par Quintus Poppædius Silo et cette confédération marse réunit 10 000 hommes. C'est le général romain Sylla qui les défait.

## Les Marses dans l'histoire romaine

### À l’époque des guerres samnites (343-290)
Ils sont mentionnés pour la première fois dans le récit de Tite-Live en 340, au début de la guerre latine, lorsqu'une armée romaine rejoint une armée samnite en passant par leurs terres et celles des Péligniens. Il les mentionne à nouveau au début de la deuxième guerre samnite, en 325 av. J.-C., lorsque Rome hésite à attaquer les Vestins, de peur que les Marses et les Péligniens interviennent contre les opérations romaines. Finalement, les Romains déclarent la guerre aux Vestins et Tite-Live ne mentionne plus les Marses ni les Péligniens.
L'année 308 voit l'entrée en guerre des Marses, pour la première fois contre Rome, et des Péligniens,. Ils semblent alors former une confédération avec les Vestins et les Marrucins. Ils ne sont plus mentionnés jusqu'en 304, après la défaite des Samnites et celles des Èques. Tite-Live précise que la défaite de ces derniers est un exemple qui pousse les Marses, mais aussi les Marrucins, les Péligniens et les Frentans, à conclure des traités d'amitié avec Rome.
En 303, la colonie romaine d'Alba Fucens est fondée, puis en 298, Carsioli (it) qui permettent de surveiller les Èques et les Marses.
Ces deux peuples ont tenté d'empêcher l'installation des colonies. En 302/301, pour Alba Fucens, un dictateur est nommé à Rome, Marcus Valerius Maximus, qui disperse les Marses en un seul combat selon Tite-Live. Les ayant refoulés dans des places fortes, il s'en empare de trois, Milionia, Plestina et Fresilia en quelques jours. Il retire aux Marses une partie de leur territoire avant de renouveler le traité avec Rome.
Ils restent ensuite fidèles à l'alliance romaine jusqu'à la guerre sociale au début du Ier siècle av. J.-C.

### Latinisation des Marses
La colonie romaine d'Alba Fucens au nord-ouest du lac Fucin, met les Marses en contact avec une communauté de langue latine. Theodor Mommsen souligne que, dans la guerre sociale à venir, toutes les pièces de Quintus Pompaedius Silo ont la légende « Italia » en latin, tandis que les autres chefs rebelles utilisent l'osque,.

### Rébellion lors de la guerre sociale (91-88)
La guerre sociale, en raison de l'importance des rebelles marses, près de 10 000 hommes sous les ordres du général marse Quintus Poppædius Silo, est souvent connue sous le nom de « guerre marsique ». Elle oppose Rome à ses alliés italiques, qui réclament le droit à la citoyenneté romaine. En effet, seuls les Romains ont le droit de citoyenneté romaine complète.
En octobre 91, alors qu'il tente de faire obtenir la citoyenneté romaine aux Italiens alliés de Rome, le tribun de la plèbe Marcus Livius Drusus est assassiné. La Guerre sociale éclate à la suite de cet assassinat. Les diverses cités italiques, pour prévenir toute défection, se livrent des otages. Tout le Centre et le Sud de l’Italie jusqu’au Métaure à l’est, à la baie de Naples vers l’ouest, se trouvent en insurrection. Au nord, Étrusques, Ombriens et Gaulois restent provisoirement dans l’expectative. Les Italiques tentent une dernière démarche à Rome. Le Sénat leur répond par un ultimatum formel et les somme de faire leur soumission immédiate. Les Italiques répondent par la sécession et proclament leur indépendance. Ils se constituent en une confédération italique et se dotent d'un corps de magistrature calqué sur celui de la cité romaine.
Les Marses subissent de très nombreuses pertes et Quintus Poppædius Silo est finalement tué lors d'une bataille contre Sylla en 88. Rome vainc tous les italiques révoltés successivement, en s'appuyant sur ceux qui n'étaient pas encore révoltés, puis en s'appuyant sur les premiers révoltés revenus sous son autorité pour vaincre les seconds.
Finalement, les alliés de Rome obtiennent satisfaction, et l'Italie est unifiée sous un seul régime juridique.

## Les Marses et les serpents
De nombreux auteurs anciens véhiculent une tradition selon laquelle les Marses seraient d'exceptionnels charmeurs de serpents et, plus généralement, des maîtres en magie. Leurs chants peuvent faire exploser les serpents, selon Lucilius, ou les endormir, selon Silius Italicus. Ils connaissent les plantes qui peuvent guérir les morsures de serpents. Ils doivent leurs pouvoirs à leur déesse Angitia, maîtresse des serpents, dont le nom est mis par les Romains en rapport avec anguis, « serpent ». Aulu-Gelle déclare que, pour conserver ces pouvoirs, les Marses pratiquaient l'endogamie.

### Sources antiques
Leur existence est mentionnée notamment par Jules César (C., 1, 15), Cicéron (Div., 2, 70), Pline l'Ancien (7, 15), Tite-Live (8, 6) et Florus (3, 18, 6).